# Czartawa pospolita
Czartawa pospolita (Circaea lutetiana L.) – gatunek rośliny wieloletniej z rodziny wiesiołkowatych. Występuje w całej Europie, na znacznym obszarze Azji oraz w Afryce Północnej (Algeria i Tunezja). W Polsce dość pospolity. 

## Morfologia

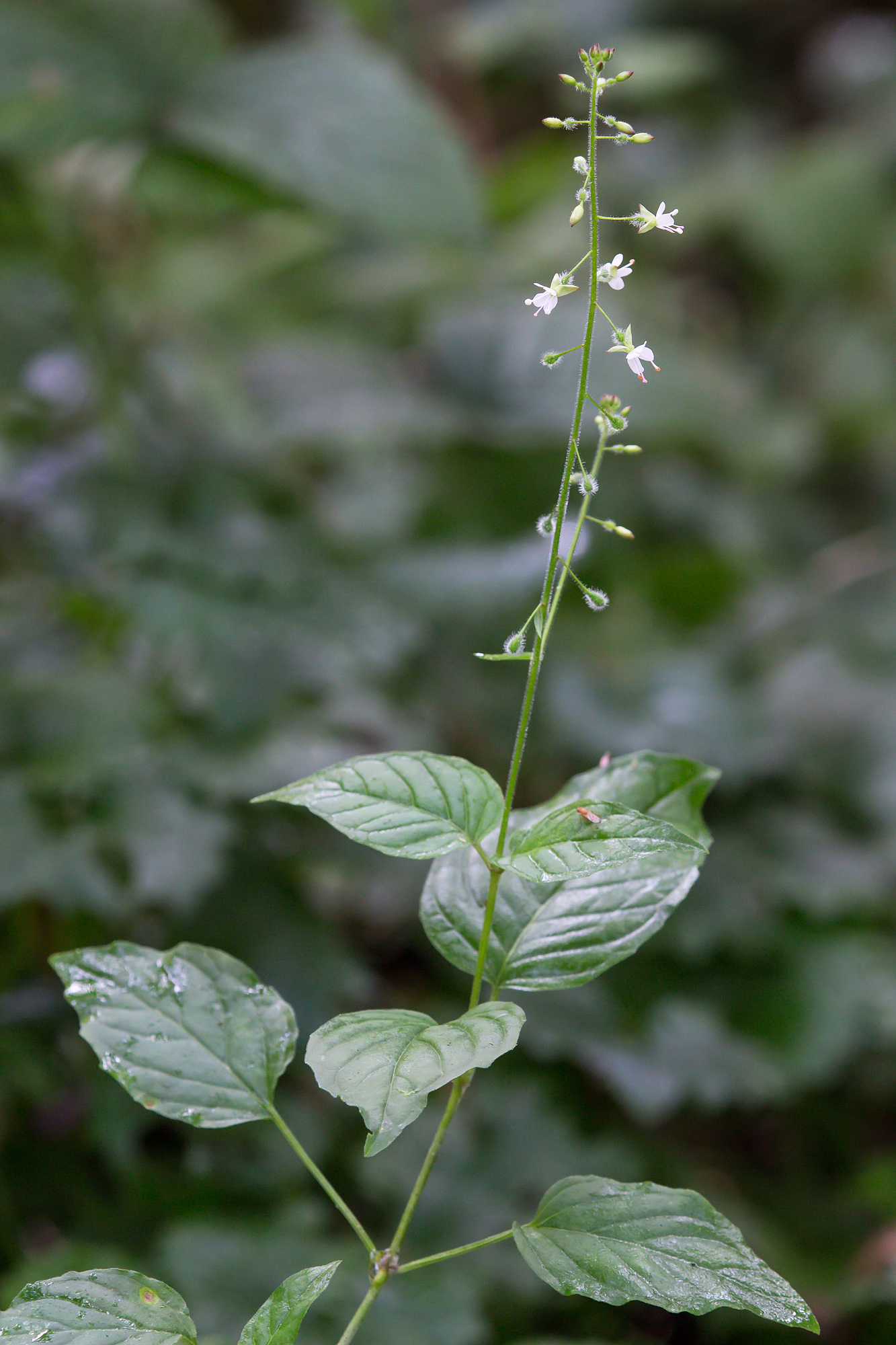
Pokrój

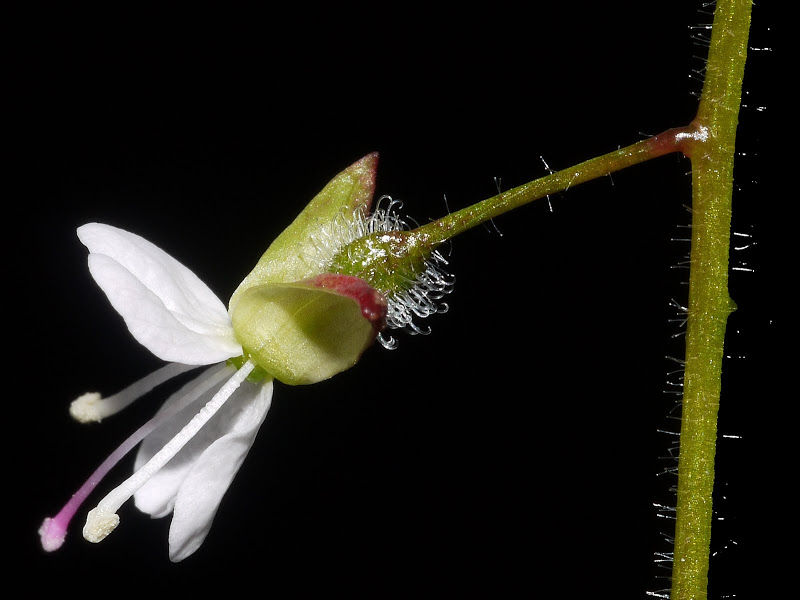
Kwiat

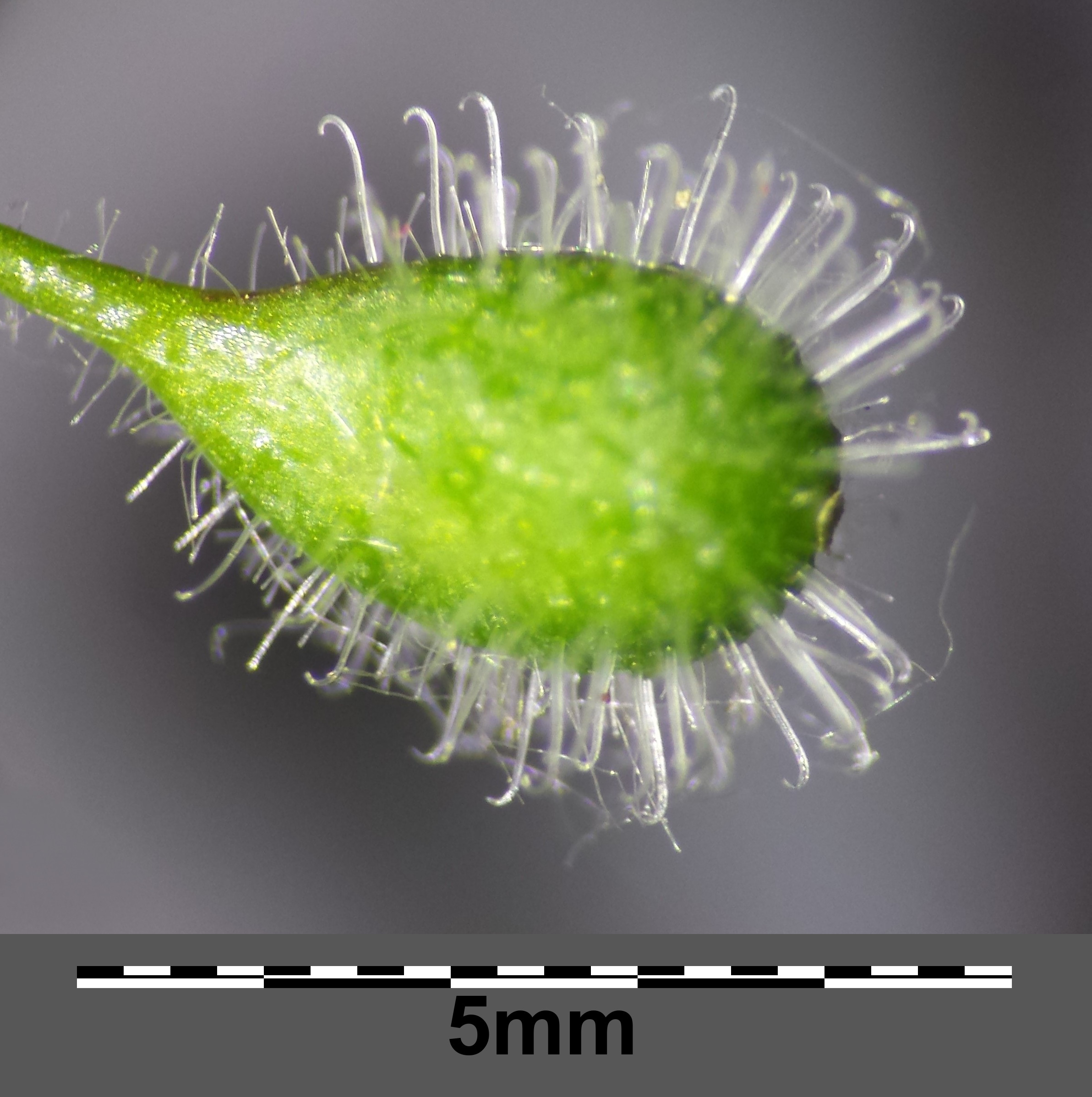
Owoc

ŁodygaWzniesiona o wysokości od 20 do 60 cm, słabo owłosiona. Pod ziemią roślina posiada rozłogi.
LiścieJajowate lub szeroko lancetowate o długości do 10 cm, ząbkowane. Są obficie owłosione, również ogonek liściowy jest dookoła owłosiony.
KwiatyBiałe lub różowoczerwone, zwykle bez przysadek. Dno kwiatowe z dyskiem o średnicy 0,2-0,4 mm. Przed kwitnieniem oś kwiatostanu wydłuża się, co powoduje, że rozwinięte kwiaty i pączki są oddalone od siebie.
OwocO długości 3-4 mm, pokryty haczykowatymi włoskami o długości 0,5-0,6 mm. Wewnątrz ma 2 nierówne komory.

## Biologia i ekologia
Bylina, geofit. Rośnie w cienistych lasach, przede wszystkim liściastych, łęgowych, a także mieszanych lasach iglastych. W klasyfikacji zbiorowisk roślinnych gatunek charakterystyczny dla All. Alno-Ulmion. Kwitnie od czerwca do sierpnia.